# Daniel Gottlieb
Pour les articles homonymes, voir Gottlieb.
Daniel Gottlieb (Bouxwiller, 13 septembre 1939 - Jérusalem, Israël, 24 février 2010,,,,,) est un rabbin français des XXe et XXIe siècles, descendant d'une longue lignée rabbinique. Il est pendant 30 ans le rabbin de la synagogue de la rue de Montevideo, une synagogue orthodoxe non-consistoriale, située au 31, rue de Montevideo, dans le 16e arrondissement de Paris.

## Biographie
Daniel Gottlieb est né à Bouxwiller, Bas-Rhin, en 1939, la veille de Roch Hachana.
Son père, Noé Gottlieb, est un philosophe, ami d'Emmanuel Levinas. Il est secrétaire de l'Alliance israélite universelle (AIU). Il est le premier rédacteur de la revue de l'Alliance, Paix et Droit.
Sa mère, Blanche Gugenheim, descend d'une longue lignée de rabbins. Il est le petit-fils du rabbin Max Gugenheim, le neveu du grand-rabbin Ernest Gugenheim, le cousin du grand-rabbin Michel Gugenheim et du grand-rabbin Alexis Blum.
La famille se replie à Vichy durant la Seconde Guerre mondiale. Elle s'établit à Paris après la guerre.
Daniel Gottlieb étudie au lycée Condorcet. Il fréquente le rabbin Élie Munk, de la synagogue Adas Yereim, dans le 9e arrondissement de Paris.
Il fait des études de physique à la Faculté des sciences (campus de Jussieu) et parallèlement des études d'hébreu et de judaïsme à l'Institut national des langues et civilisations orientales (INALCO, à l'École pratique des hautes études et à la Sorbonne.
Il obtient une maîtrise d'hébreu à l'université de Strasbourg et un diplôme d'études avancées (D.E.A) à Paris.
En 1959, il entre au Séminaire israélite de France (SIF).
Il étudie en été 1963 à la Yechiva de Montreux, en Suisse.
Il remplace le rabbin Jean Schwarz pendant un an en 1964 à la synagogue de la rue de Montevideo.
Il sort du SIF diplômé rabbin en 1965.
Il passe un an ensuite à Jérusalem à la Yechiva Merkaz Harav. Il suit aussi des cours du professeur Ephraim Urbach à l'Université hébraïque de Jérusalem.
Revenu en France, il devient à Paris, en 1966, aumônier de la jeunesse et des étudiants.
En juillet 1972, il succède au rabbin Jean Schwarz à la synagogue de la rue de Montevideo.
La même année il épouse Odylle Aziza. Ils vont avoir 4 enfants: Judith, Naomi, Ouriel et Yonathan.
Il enseigne à l'École normale israélite orientale (Paris) (ENIO) et à l'INALCO.
Il est secrétaire particulier du grand-rabbin de France, René Sirat.
Il prend sa retraite en décembre 2002 et fait alors son alya en Israël avec sa famille.
Il meurt à Jérusalem le 24 février 2010.

## Publications
- Daniel Gottlieb. Michna. Traduction. Tome 10 : Taanit, Meguilla, Moed Katan et Haguiga. Éditions Keren Hasefer ve Halimoud.
- Daniel Gottlieb. Promenades posthumes dans mes œuvres anthumes. Une étude juive de la Parole divine. Éditions Erez.